# Рейнхольд (лунный кратер)
Кратер Рейнхольд (лат. Reinhold) — крупный молодой ударный кратер в восточной части Моря Островов в экваториальной области видимой стороны Луны. Название присвоено в честь немецкого астронома и математика Эразма Рейнгольда (1511—1553) и утверждено Международным астрономическим союзом в 1935 г. Образование кратера относится к эратосфенскому периоду.

## Описание кратера
Ближайшими соседями кратера являются кратер Гортензий на западе-северо-западе; кратер Коперник на севере-северо-востоке; кратер Фаут на северо-востоке и кратер Лансберг на юго-западе. Селенографические координаты центра кратера 3°17′ с. ш. 22°52′ з. д. / 3,28° с. ш. 22,86° з. д., диаметр 43,3 км, глубина 2700  м.
Кратер Рейнхольд имеет полигональную форму и умеренно разрушен. Вал с четко очерченной кромкой, в южной части имеет седловатое понижение. Внутренний склон вала террасовидной структуры. Высота вала над окружающей местностью достигает 1050 м, объем кратера составляет приблизительно 1300 км³. Дно чаши относительно ровное, с хаотично расположенными отдельными холмами.
Местность вокруг кратера отмечена светлыми лучами от кратера Коперник.

## Сечение кратера
На приведенном графике представлено сечение кратера в различных направлениях, масштаб по оси ординат указан в футах, масштаб в метрах указан в верхней правой части иллюстрации.

## Сателлитные кратеры
| Рейнхольд | Координаты                                          | Диаметр, км |
| --------- | --------------------------------------------------- | ----------- |
| A         | 4°10′ с. ш. 21°47′ з. д. / 4,16° с. ш. 21,79° з. д. | 3,7         |
| B         | 4°17′ с. ш. 21°40′ з. д. / 4,28° с. ш. 21,67° з. д. | 26,2        |
| C         | 4°22′ с. ш. 24°34′ з. д. / 4,36° с. ш. 24,57° з. д. | 4,1         |
| D         | 2°35′ с. ш. 24°36′ з. д. / 2,59° с. ш. 24,6° з. д.  | 2,3         |
| F         | 3°22′ с. ш. 21°25′ з. д. / 3,36° с. ш. 21,42° з. д. | 5,6         |
| G         | 4°50′ с. ш. 19°50′ з. д. / 4,83° с. ш. 19,83° з. д. | 3,2         |
| H         | 4°16′ с. ш. 20°59′ з. д. / 4,27° с. ш. 20,98° з. д. | 3,7         |
| N         | 1°35′ с. ш. 25°26′ з. д. / 1,58° с. ш. 25,43° з. д. | 3,8         |

## См.также
- Список кратеров на Луне
- Лунный кратер
- Морфологический каталог кратеров Луны
- Планетная номенклатура
- Селенография
- Минералогия Луны
- Геология Луны
- Поздняя тяжёлая бомбардировка